# Патель, Валлабхаи
Валлабха́и Пате́ль (англ. Vallabhbhai Patel, 31 октября 1875 — 15 декабря 1950), известный также как Сардар Патель — индийский государственный деятель, один из лидеров Индийского национального конгресса (ИНК). Один из авторов Конституции Индии и творцов политического устройства страны. В противовес социалисту Джавахарлалу Неру находился на правом, консервативном, крыле ИНК.

## Биография
Родился 31 октября 1875 года в небольшом городе Надиаде в Британской Индии. После окончания средней школы, Патель окончил юридический колледж и стал работать адвокатом. С 1900 по 1910 год он работал адвокатом по уголовным делам в городах Годхра и Валсад, в этом период Патель стал одним из самых известных и успешных адвокатов Британской Индии. В 1910 году он уехал в Лондон и вступил в юридическую корпорацию Middle Temple. В 1913 году Валлабхаи вернулся в Индию, где работал адвокатом в городе Ахмадабаде.
Влияние личности Махатмы Ганди на Валлабхаи было огромным. Патель поддерживал стремление Махатмы добиться независимости Индии и стал верным последователем Ганди.
После раздела Британской Индии Валлабхаи занял должность заместителя министра внутренних дел. Патель прилагал огромные усилия для того, чтобы Индия сохранила свои границы и не распалась на множество мелких государств. Заслуги Пателя перед нацией были отмечены в присвоении ему почётного прозвища Сарда́р (лидер, вождь).
Скончался 15 декабря 1950 года в Бомбее, его тело было кремировано.

## Увековечение памяти
31 октября 2018 года открыта самая высокая в мире статуя — монумент деятелю индийского национально-освободительного движения Валлабхаи Пателю. Статуя получила официальное название Статуя Единства, ее высота составила 182 метра, а общая высота сооружения с постаментом — 240 метров. Эта статуя почти в четыре раза выше, чем статуя Свободы в Нью-Йорке (высота которой составляет 46 метров, а вместе с постаментом — 93 метра).

Сравнение размеров некоторых известных статуй: Статуя Единства — 240 м (с постаментом), Будда Весеннего Храма (Лушань) — 153 м (с постаментом), Статуя Свободы (Нью-Йорк) — 93 м (с постаментом), Родина-мать (Волгоград), Статуя Христа-Искупителя (Рио-де-Жанейро) и Давид Микеланджело (Флоренция)

В честь Валлабхаи Пателя назван аэропорт возле Ахмадабада.